# Ipomoea clarkei
Ipomoea clarkei är en vindeväxtart som beskrevs av Joseph Dalton Hooker. Ipomoea clarkei ingår i släktet praktvindor, och familjen vindeväxter. Inga underarter finns listade i Catalogue of Life.